# Свободные кхмеры
Свободные кхмеры (кхмер. ខ្មែរសេរី, англ. Khmer Serei), Кхмер Серей — камбоджийское республиканское повстанческое движение антикоммунистического и антимонархического толка. Вели вооружённую борьбу против режима Нородома Сианука. Участвовали во Вьетнамской войне на стороне США и Южного Вьетнама и в камбоджийской гражданской войне на стороне Кхмерской Республики. Потерпели поражение в противостоянии с Вьетнамом и Красными кхмерами. В 1980-х влились в KPNLF.

## Политическое происхождение
Основателем движения стал республиканский националист Сон Нгок Тхань. В 1930-х годах он был активистом движения за независимость Камбоджи, в 1945 занимал пост премьер-министра в прояпонском националистическом правительстве. В конце 1940-х его сторонники из движения Кхмер Иссарак (Независимые кхмеры) сформировали антифранцузские партизанские отряды, действовавшие в районе дельты Меконга, по обе стороны нынешней камбоджийско-вьетнамской границы.
Сон Нгок Тхань придерживался правых взглядов и был сторонником республиканского строя. С начала 1950-х он обладал серьёзным влиянием в Демократической партии. После провозглашения независимости Камбоджи в 1953 году Сон Нгок Тхань стал решительным противником короля и премьера Нородома Сианука. Одна из причин этой враждебности заключалась в том, что Сон Нгок Тхань считал политику Сианука прокоммунистической.

## Военно-политическая активность
В феврале 1955 года около 2 тысяч вооружённых сторонников Сон Нгок Тханя объединились в повстанческое движение Кхмер Серей. В формирования Кхмер Серей особенно активно вступали добровольцы-республиканцы из народности кхмер-кром. Отряды обрели дисциплину и подготовку. Американский спецназ оказывал организационную и материальную помощь Кхмер Серей по программе Гражданские нерегулярные группы обороны (CIDG). Однако на официальном государственном уровне наличие контактов американских вооружённых сил с Кхмер Серей опровергалось.
Организационная структура Кхмер Серей строилась аналогично CIDG. Командиры подразделений были подчинены Сон Нгок Тханю. Штаб-квартира базировалась во южновьетнамской деревне Тинь Бин близ камбоджийской границы. Максимально известная численность была зафиксирована в 1968 году: 8 тысяч человек. Союзником Кхмер Серей выступало ополчение народности кхмер-кром Белые шарфы и военизированная организация вьетнамских национальных меньшинств Объединённый фронт освобождения угнетённых народов (FURLO).
Кхмер Серей активно участвовали во Вьетнамской войне на стороне США и Республики Вьетнам, против Вьетконга и ДРВ. Часть бойцов была экипирована в форму южновьетнамской полиции. Выполняли в основном разведывательные и диверсионные задачи (отличное знание местных условий способствовало эффективности). Движение также вело интенсивную антикоммунистическую и антимонархическую агитацию. Радиопропаганда против Сианука велась с тайных станций в Таиланде и Южном Вьетнаме. На южновьетнамской территории находился и Сон Нгок Тхань.

Движение Кхмер Серей, созданное в 1955 году, было связано с Западом в Холодной войне против СССР. Кхмер Серей стремились свалить кхмерскую монархию, потому что в Сиануке видели прокоммуниста.

Гаффар Пеанг-Мет

Кхмер Серей и лично Сон Нгок Тхань вызывали резкое раздражение Сианука. В 1960-х правительство пыталось ликвидировать Кхмер Серей репрессивными мерами, были казнены до тысячи активистов. Расстрел активиста Преап Ина (племянник Ин Тама) в 1964 был заснят на киноплёнку и демонстрировался в кинотеатрах Камбоджи.
В 1970 году Кхмер Серей решительно поддержали республиканский переворот. Сон Нгок Тхань вернулся в Камбоджу и в марте 1972 года был назначен премьер-министром Кхмерской Республики при президенте Лон Ноле. До полутора тысяч боевиков Кхмер Серей участвовали в Камбоджийской кампании и последующих боевых действиях против вьетнамских войск и местных коммунистов, на стороне Кхмерской Республики и США. Однако генерал Лон Нол настороженно относился к организации Кхмер Серей и старался взять её под максимальный контроль. После теракта в Пномпене, обстоятельства которого остались нераскрытыми, в октябре 1972 Лон Нол отправил Сон Нгок Тханя в отставку и выслал в Южный Вьетнам.

## Отступление и трансформация
17 апреля 1975 режим Лон Нола пал, к власти пришли Красные кхмеры. Две недели спустя пал Южный Вьетнам, его территорию взяли под полный контроль власти ДРВ-СРВ. Сон Нгок Тхань был арестован вьетнамскими коммунистическими властями и в 1977 умер в тюрьме Хошимина.
Некоторые военные-республиканцы попытались оказать сопротивление полпотовцам. Они создали вооружённую организацию, известную как Khmer Sereika – Кхмерские борцы за свободу. Отдельные малочисленные отряды отступили к камбоджийско-таиландской границе и обосновались в беженских лагерях.
С 1979 года небольшие группы ветеранов Кхмер Серей и бойцов Кхмер Серейка интегрировались в Национальный фронт освобождения кхмерского народа — антикоммунистическую организацию Сон Санна — и участвовали в боевых операциях KPNLAF против вьетнамской оккупации и провьетнамского режима НРК. При этом отмечалась неожиданная готовность ветеранов Кхмер Серей к боевому сотрудничеству с полпотовцами против вьетнамской оккупации.
Наименование Кхмер Серей использовали некоторые группы камбоджийкой вооружённой оппозиции 1990-х годов. Атака «новых Кхмер Серей» на правительственные силы отмечалась в ноябре 1999 года.